# Dolné Strháre
Dolné Strháre és un poble i municipi d'Eslovàquia. Es troba a la regió de Banská Bystrica.

## Història
La primera menció escrita de la vila es remunta al 1244.

## Demografia
| Godina             | 1994 | 2004 | 2014    | 2024   |
| ------------------ | ---- | ---- | ------- | ------ |
| Nombre de persones | 170  | 170  | 188     | 201    |
| Diferència         |      | +0%  | +10,58% | +6,91% |

| Godina             | 2023 | 2024   |
| ------------------ | ---- | ------ |
| Nombre de persones | 206  | 201    |
| Diferència         |      | −2,42% |